# Список умерших в 681 году

## Январь
- 10 января — Агафон — Папа Римский (978—981).

## Дата смерти неизвестна или требует уточнения
- Алькама ибн Кайс — исламский богослов, толкователь Корана, хадисовед, факих.
- Бидун — худат (правитель) в Бухарском государстве.
- Джаяварман I — правитель Ченлы (657—691/700).
- Джеваншир — князь Алуанка (Кавказской Албании) из династии Михранидов, правитель феодального владения Гардман, являвшегося личным доменом династии.
- Маэл Дуйн мак Маэл Фитрих — король Айлеха (668—681) из рода Кенел Эогайн.
- Теоригита Баркингская — святая из Баркинга.
- Умм Салама бинт Абу Умайя — жена пророка Мухаммеда, мать правоверных.
- Шаньдао — китайский буддийский монах, основатель школы «Чистой Земли» (Цзинту-цзун).
- Эброин, майордом Нейстрии (658—673; 675—680/681).
- Яшун-Балам III — 16-й правитель Пачана.